# 刘俊臣

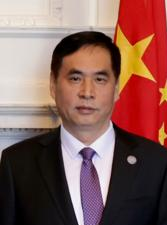
刘俊臣

刘俊臣（1963年5月—），汉族，河南上蔡人，现任全国人大常委会副秘书长、机关党组副书记。中国共产党第二十届中央委员会委员。

## 简历
- 1983年毕业于郑州大学法律系。
- 1986年取得吉林大学法律系民法专业硕士学位。
- 1985年5月加入中国共产党。
- 1986年7月参加工作，先后在国家工商行政管理局经济合同司、企业注册局、公平交易局工作。
- 2002年在职取得中国人民大学民商法法学博士。
- 2005年至2006年在中央党校中青班学习。
- 2010年10月，任内蒙古自治区锡林郭勒盟盟委副书记、盟长。
- 2013年3月，被指定为全国人大代表[1]。（第十二届全国人民代表大会内蒙古地区代表）
- 2013年5月，任国家工商行政管理总局党组成员、副局长[2]，后兼任国家工商行政管理总局商标局局长[3]。
- 2017年6月30日，成为中央国家机关的中国共产党第十九次全国代表大会代表186名中的一名[4]。
- 2018年3月，任新组建的国家市场监督管理总局党组成员，重新组建的国家知识产权局党组书记、副局长[5]。
- 2018年10月26日，被第十三届全国人大常委会第六次会议任命为全国人大常委会法制工作委员会副主任[6]。
- 2018年11月7日，不再担任国家知识产权局副局长职务[7]。
- 2020年10月17日，任第十三届全国人大常委会副秘书长，不再担任全国人大常委会法制工作委员会副主任职务[8]。
- 2022年7月，任第十三届全国人大常委会副秘书长、机关党组副书记、机关党委书记[9]。